# Estádio Heriberto Hülse
Estádio Heriberto Hülse – stadion piłkarski w Criciúma, Santa Catarina, Brazylia, na którym swoje mecze rozgrywa klub Criciúma Esporte Clube.
Nazwa stadionu została nadana ku pamięci Heriberto Hülse, który był gubernatorem stanu w latach 1958-60. Ufundował on również oświetlenie stadionu.